# Labroides
Conhecidos como bodiões-limpadores, Labroides é um gênero de bodiões que são conhecidos por limpar peixes grandes e outros animais como garoupas, jamantas e raias-tubarão nas estações de limpeza em recifes tropicais dos Oceanos Índico e Pacífico.
Os bodiões-limpadores apresentam o mais alto nível de especialização em comportamentos de limpeza, sendo classificado como limpador obrigatório, ou seja, a sua alimentação baseia-se exclusivamente no que consegue remover dos seus clientes. Os limpadores encontram-se em territórios específicos, designados por estações de limpeza, e vivem num sistema de harém (espécie poligínica e protogínica). Numa interação de limpeza, os bodiões-limpadores removem da superfície dos seus clientes ectoparasitas e tecido infectado, ferido ou morto. A interação é geralmente iniciada pelos clientes, que adotam uma posição específica ficando imóveis e abrindo a boca, opérculos e barbatanas peitorais, mostrando assim que desejam ser limpos. Por usa vez, os bodiões-limpadores adotam um comportamento específico de dança, nadando para cima e para baixo. Esta dança não só chama a atenção dos seus clientes, como também serve como estratégia de pré-conflito, pois reduz a agressividade dos seus clientes. Outra estratégia pré-conflito utilizada pelos bodiões-limpadores é a estimulação táctil, durante a qual, usando as barbatanas pélvicas e peitorais, “massajam” o corpo do cliente durante a inspeção. As massagens não só exercem um efeito anti-stress sobre o cliente, como também aumentam a sua fitness. Por causa disso, os limpadores manipulam os seus clientes a ficarem mais tempo na estação de limpeza, mesmo depois de um ato desonesto. Os bodiões-limpadores são desonestos quando removem muco e escamas dos clientes, que os limpadores preferem, mas que é prejudicial aos clientes pois requerem alocação de energia para reposição dos mesmos. Por ser a sua preferência, os limpadores cativam clientes de maior valor nutricional, isto é, com maior carga parasitária e/ou muco de melhor qualidade, a aproximarem-se para serem inspecionados.

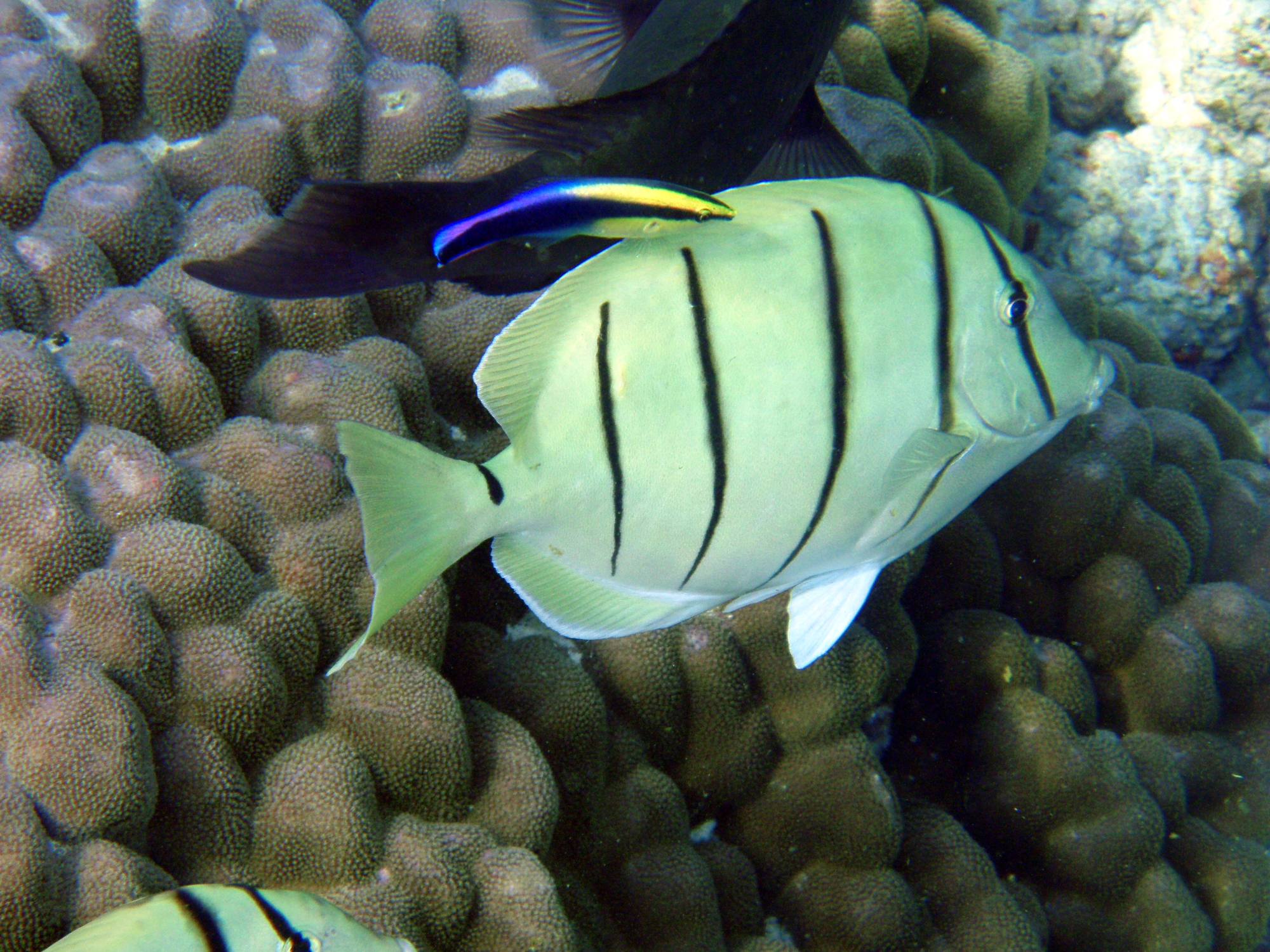
Um bodião-limpador-havaiano limpando um peixe-cirurgião-convicto.

Os blênios do gênero Aspidontus, são frequentemente confundidos com os Labroides, pois possuem o padrão e as mesmas características desses bodiões, mas invés de limpar seus clientes, eles retiram pedaços de carne e não parasitas. Tanto que no comercio de aquários esses peixes sempre são confundidos. Para saber qual é o bodião verdadeiro, basta olhar se a boca fica bem na ponta, se ele possuir essa característica ele é o limpador verdadeiro, mas se o peixe possuir a boca mais pra baixo e parecer possuir um focinho, ele será o limpador-falso.
Até hoje são conhecidas 5 espécies de bodiões que pertencem á este gênero.
- Labroides bicolor Bodião-limpador-bicolor
- Labroides dimidiatus Bodião-limpador-comum
- Labroides pectoralis Bodião-limpador-de-axila-negra
- Labroides phthirophagus Bodião-limpador-havaiano
- Labroides rubrolabiatus Bodião-limpador-laranja